# Хасидатэ (бронепалубный крейсер)
«Хасидатэ» (橋立) — бронепалубный крейсер Японского Императорского флота. Третий корабль и последний в серии крейсеров типа «Мацусима». Первый крупный корабль, построенный на японских верфях с использованием зарубежных материалов. Участвовал в Японо-китайской и Русско-японской войнах.
Как и все корабли серии, крейсер получил название в честь одного из трёх наиболее живописных видов Японии — песчаной косы Аманохасидатэ в префектуре Киото.

## Конструкция
Крейсер «Хасидатэ» был построен под наблюдением французского конструктора Э.Бертена по чертежам, присланным из Франции. Основные отличия от крейсера «Ицукусима» заключались в прямоугольной, а не квадратной форме иллюминаторов надстройки и более тяжелой энергетической установке.

### Корпус
Корпус корабля с 94 шпангоутами, построен из мягкой стали с седловатой для улучшения мореходности палубой и завалом верхних частей бортов внутрь, с двойным дном и разделен ниже броневой палубы 13 главными поперечными и двумя продольными водонепроницаемыми переборками. Междудонное расстояние — 1 метр. Над броневой палубой устроен коффердам, заполненный кокосовой стружкой. Выше броневой палубы на 3,25 м настлана легкая стальная палуба 8-мм толщины. Пространство между этих двух палуб разделено примерно на 400 отсеков, используемых под угольные ямы и склады различных припасов. Форштевень и ахтерштевень сделаны из литой стали. В носовой части находился таран.

### Бронирование
Вся броня крейсера изготавливалась заводом Шнейдера в Ле-Крёзо.
Жизненно важные механизмы, котлы, машины и погреба боезапаса защищены карапасной броневой палубой толщиной в 40-мм настланной в три слоя из закаленных стальных плит толщиной в 10-мм и 20-мм.
В носовой части броневая палуба опускалась в низ и стыковалась с остриём тарана, придавая ему дополнительную жесткость, в кормовой части поднималась в верх для прикрытия рулевой машины и стыковалась с ахтерштевнем.
Комингсы люков, основания труб и вентиляторов броневой палубы защищены броневыми гласисами (скосами) из стальных плит 50-мм толщины.
Барбет орудия главного калибра, устанавливался на верхней палубе и был изготовлен из стальных 300-мм плит. Толщина щита орудия составляла 100-мм. Над орудием устанавливался 40-мм стальной купол, вращающийся вместе с поворотным столом и предназначенный для защиты прислуги от осколков и пуль.
Центральная неподвижная труба защиты системы подачи боеприпасов проходила от броневой палубы до основания барбета и прикрывалась 250-мм сталью. Размещенная внутри неё шахта подачи боеприпасов обшивалась 14-мм стальными листами. Основание вращающегося орудийного стола не бронировалось.
Все 120-мм орудия крейсера прикрывались 110-мм броневыми щитами.
Боевая рубка крейсера состояла из двух концентрических башен: внутренней, высотой 2,5 м, собранной из 100-мм броневых плит под 25-мм стальной крышей и внешней, из 25-мм стальных листов под 10-мм крышей. Расстояние между внутренней и внешней башней составляло 0,5 м и перед боем заполнялось койками для обеспечения дополнительной защиты.

### Артиллерийское вооружение
Артиллерия главного калибра крейсера состояло из одного казнозарядного 320-мм орудия системы Канэ с длиной ствола 38 калибров, весом 65,7 т. Эффективная дальность стрельбы — 8000 м, максимальная дальность стрельбы — 12000 м. Снаряды использовались двух типов: бронебойный массой в 450 кг и фугасный массой в 350 кг.
Для стрельбы применялись заряды коричневого пороха массой 280 и 220 кг. Бронепробиваемость бронебойного снаряда на дальности 8000 м составляла до 334 мм. Максимальная скорострельность составляла до 2 выстрелов в час.
Орудие устанавливалось в носовой части корабля внутри барбета. Поворот и наведение орудия, удерживание отката и накат орудия после выстрела, а также подача снарядов и их заряжание осуществлялось гидравлической системой, приводимой в действие паровым насосом. Боекомплект 320-мм орудия составлял 60 снарядов.
Артиллерия среднего калибра состояла из 11 120-мм скорострельных орудий раздельного заряжания системы Армстронга с длинной ствола 40 калибров. Максимальная дальность стрельбы составляла до 9000 м, максимальная скорострельность до 12 выстрелов в минуту. Десять орудий устанавливались на батарейной палубе, от мачты в сторону кормы по пять на борт. Одно орудие (т. н. «ретирадное») устанавливалась на верхней палубе на юте, с углом обстрела в 260°. Орудия стоявшие на батарейной палубе стояли близко к друг другу и не имели защиты от продольных выстрелов. Боекомплект составлял по 120 снарядов на каждое орудие, всего 1320 снарядов.
Шесть 47-мм скорострельных пушек Гочкиса устанавливались в спонсонах на верхней палубе от миделя до мачты, по три на борт. Максимальная дальность стрельбы составляла до 6000 м, максимальная скорострельность до 20 выстрелов в минуту. Боекомплект составлял по 300 снарядов на орудие, всего 1800 снарядов.
Одиннадцать 37-мм пятиствольных скорострельных пушек Гочкиса устанавливались на боевом марсе, крыльях мостика и на надстройке на верхней палубе. Максимальная дальность стрельбы составляла до 2200 м, максимальная скорострельность до 32 выстрелов в минуту. Боекомплект составлял по 800 снарядов на орудие, всего 9600 снарядов.
Общий вес артиллерии крейсера составлял до 475 т, что составляло более 10 % от водоизмещения корабля.

### Минное вооружение
На «Хасидатэ» установили четыре надводных 356-мм торпедных аппарата. Три аппарата находились в носовой части корабля под батарейной палубой, в том числе один неподвижный штевневой и два поворотных бортовых. В корме, также под батарейной палубой, размещался один неподвижный штевневый аппарат.
При подготовке к выстрелу крышка торпедного аппарата открывалась и труба аппарата выдвигалась наружу чтобы предотвратить повреждение торпеды о борт корабля. Наведение на цель осуществлялось либо из боевой рубки либо непосредственно с поста у аппарата. Выстрел торпеды осуществлялся сжатым воздухом. Боезапас составлял по пять торпед к каждому аппарату, всего 20 торпед. Использовались торпеды системы Шварцкопфа, имеющие максимальную дальность стрельбы от 400 до 3000 м, в зависимости от модификации.

### Силовая установка
Две паровые машины тройного расширения с горизонтально-установленными цилиндрами. Диаметр цилиндров 0,39, 0,62 и 1,44 м, ход поршня 1 м.
На испытаниях мощность машин была определена в 6300 л. с., вместо оговоренных контрактом 5400 л. с. Однако из-за неудачной конструкции котлов в ходе службы не удавалось достичь и контрактной мощности.
Пар вырабатывали шесть огнетрубных котлов горизонтального типа, каждый из которых был двойным (с симметричным образованием оконечностей) и имел по шесть топок системы Фокса и три камеры сгорания. Жаровые трубы топок для котлов крейсера «Хасидатэ» были изготовлены в Японии. Котлы устанавливались по три в ряд в носовом и кормовом котельных отделениях, разделенных водонепроницаемой переборкой, топками перпендикулярно к диаметральной плоскости.
Нормальный запас угля «Хасидатэ» составлял 405 т, полный — 683 т.

### Системы и устройства
Рулевое устройство крейсера «Хасидатэ» состояло из руля, паровой рулевой машины французской фирмы «Стапфер ди Дюклос», размещенной под броневой палубой и управляемой с мостика, а также ручными штурвалами: главный — под кормовым мостиком, резервный — в румпельном отделении, передававшим усилия на румпель с помощью штуртросов.
В качестве водоотливных и противопожарных средств имелась помпа «Тирон» производительностью до 500 т воды в час, два трюмных пароструйных эжектора производительностью по 250 т воды в час и восемь малых помп.
Общая производительность всех водоотливных средств составляло до 1132 т воды в час.
Для освещения и внешней связи на крейсере устанавливалось четыре электрических прожектора системы Манжена. Все внутренние помещения крейсера освещались электрическим светом.

### Рангоут
Рангоут крейсера состоял из одной стальной мачты круглого сечения, установленной на броневой палубе с двумя боевыми марсами и стеньгой. Диаметр мачты в основании составлял 1 метр, в топе — 0,75 метров. Вместо вант и штагов для укрепления мачты использована два контрфорса, расходившиеся от основания нижнего марса к бортам в сторону кормы .

## История службы

### Строительство корабля

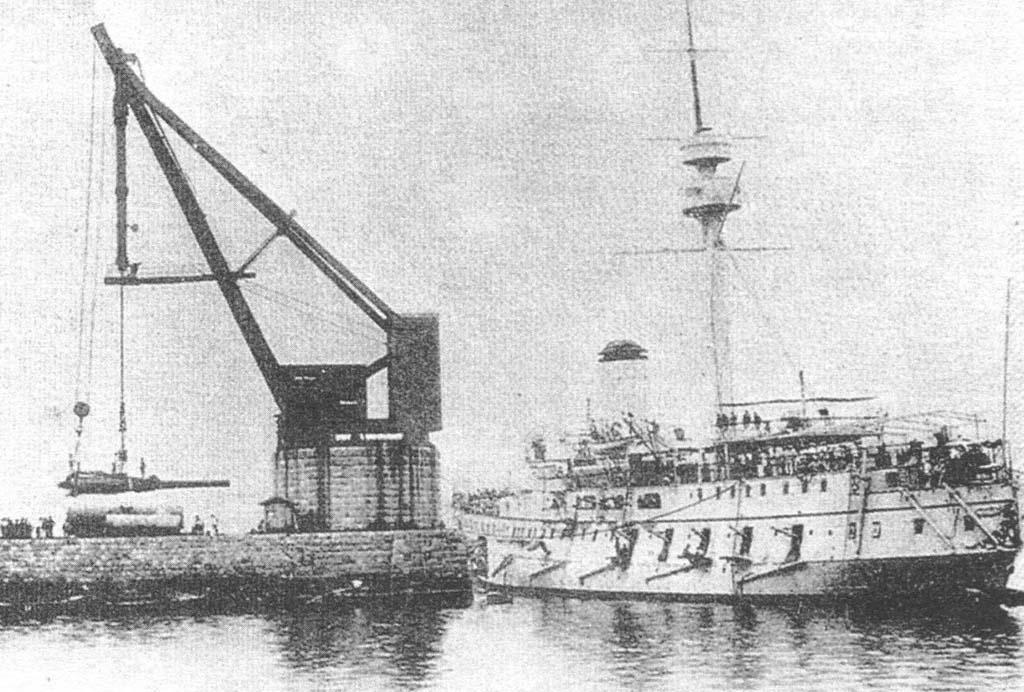
«Хасидатэ» в достройке, идет установка орудия главного калибра. 1 января 1893 года

Крейсер «Хасидатэ» стал первым крупным боевым кораблем, построенным на японской верфи. Строительство велось на верфи в Йокосука под руководством французского конструктора Э. Бертена из материалов, доставляемых из Франции. Ввиду неопытности японской судостроительной промышленности того времени, строительство на стапеле продолжалось в течение трех лет, достройка на плаву — ещё три года. В июле 1889 года «Хасидатэ», ещё до спуска на воду, был зачислен в состав эскадры военно-морской базы Йокосука. 24 марта 1891 года корабль под названием «Хасидатэ-кан» был торжественно спущен на воду в присутствии императора Японии, прибывшего из Токио на специальном поезде .
В 1893 году, после установки артиллерии, начато проведение ходовых испытаний. При выходе машин на максимальную мощность начались отказы котельной установки. С конца 1893 года до начала 1894 года ненадежные топки системы Фокса заменили топками системы Пурве. Испытания по укороченной программе и с заниженными требованиями по скорости. 26 июня 1894 года, за месяц до начала войны с Китаем, крейсер «Хасидатэ» был принят в состав Японского Императорского флота, несмотря на серьёзные дефекты в котельной установке (один из шести котлов во время испытаний вышел из строя и восстановить его до начала боевых действий не удалось).

### Японо-китайская война
С началом японо-китайской войны «Хасидатэ» вошёл в состав отряда отряда главных сил под командованием вице-адмирала Ито Сукэюки. 17 сентября 1894 года «Хасидатэ» принял участие в Сражении у реки Ялу. В начале боя «Хасидатэ» шёл четвёртым в кильватерной колоне главных сил японского флота, после «Мацусима», «Чиода» и «Ицукусима». За время сражения орудие главного калибра крейсера смогло произвести всего четыре выстрела, ни разу не попав по кораблям противника. После выхода из строя крейсера «Мацусима» на «Хасидатэ» перешёл командующий вице-адмирала Ито Сукэюки.
Всего в ходе боя крейсер получил одиннадцать попаданий вражескими снарядами, в том числе три — 152-мм и восемь — мелкокалиберными . Потери экипажа составили трое убитых (в том числе два офицера), девять раненых.

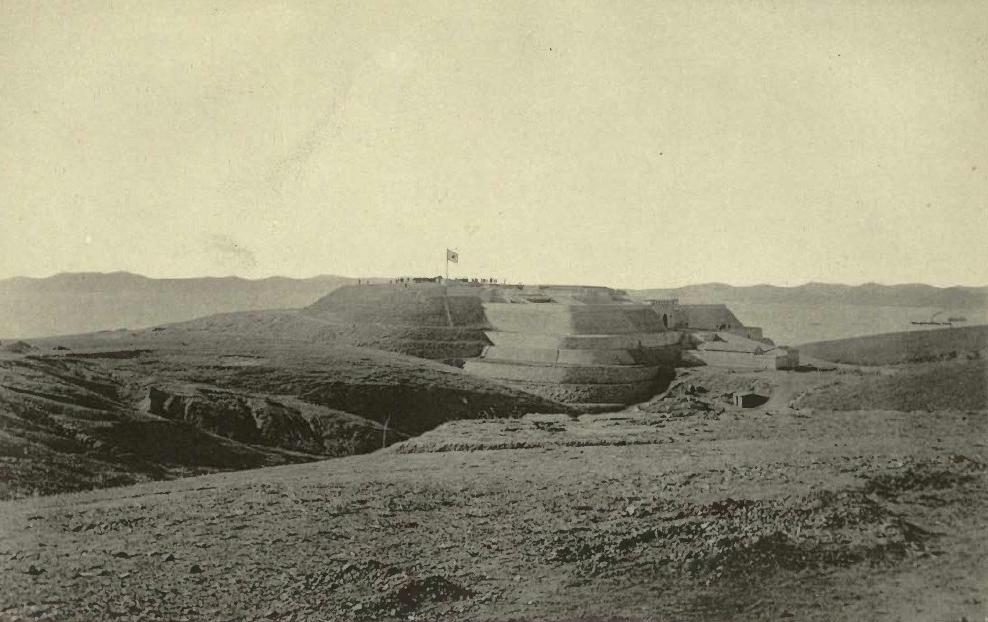
Форт Хошан (Хошанг) после захвата японцами

 После сражения у реки Ялу «Хасидатэ», до возвращения в строй строй крейсера «Мацусима», оставался флагманским кораблем командующего Объединённого флота вице-адмирала Ито Сукэюки приняв участие в конвоировании транспортов с японскими войсками, перебрасываемыми в Китай и осаде Порт-Артура. 6 ноября 1894 года «Хасидатэ» во главе японского флота вошёл в залив Талиенван для содействия японским войскам, штурмующим Цзиньчжоу, однако из-за опасения подрыва на минах корабли к берегу не приблизились. 7 ноября, после проведения траления, канонерские лодки и крейсер «Хасидатэ» вновь вошли в залив и в 10:00 начали обстрел форта Хошан (Хошанг), прикрывающего Талиенван. Однако скоро выяснилось, что китайский гарнизон Талиенвана бежал и порт был захвачен без боя .
В ходе осады Вэйхайвэя «Хасидатэ» 30 января 1895 года участвовал в обстреле фортов западного прохода в гавань Вэйхайвэй. 7 февраля «Хасидатэ» очередной раз обстреливал крепость. Утром 12 февраля, после прибытия к командующему японским флотом китайских парламентеров с предложением о сдачи крепости, «Хасидатэ», «Ицукусима» и корабли Летучего отряда («Ёсино» («Иосино»), «Такатихо», «Нанива» и «Акицусима») взяли под охрану выходы из гавани Вэйхайвэя.

### Межвоенный период
Сразу после окончания войны был проведен ремонт котельной установки крейсера, однако достичь скорости выше 10 узлов, корабль так и не смог.
21 марта 1898 года «Хасидатэ» переклассифицирован в крейсер 2-го класса.
В апреле 1900 года крейсер, находясь в составе эскадры военно-морской базы Йокосука, имея полный комплект команды, принимал участие в больших манёврах Императорского флота, действуя в составе Блокирующей эскадры .

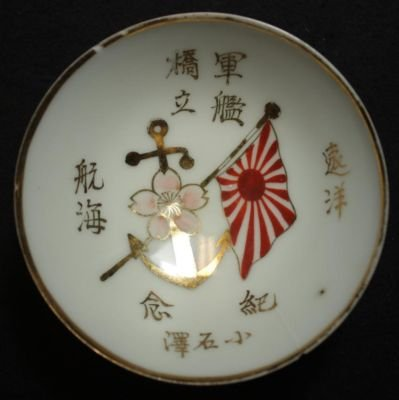
Памятная чашка для сакэ крейсера «Хасидатэ» за дальний поход. 1901 год

Из-за плохого состояния котлов, в подавлении восстания ихэтуаней в 1900 году «Хасидатэ» участия не принимал.
С 25 февраля по 14 августа 1901 года «Хасидатэ» и «Ицукусима», выйдя из Йокосука, совершили учебный поход, посетив Манилу, Батавию (Джакарта), Гонконг, Чемульпхо (Инчхон), Пусан, Вонсан и Владивосток.
В 1902 году корабль прошёл капитальный ремонт, в ходе которого бывшие шесть огнетрубных котлов заменили на восемь водотрубных котлов, разработанных японским вице-адмиралом Майбара, став таким образом, первым кораблем японского флота получившим котлы национальной разработки. На проведенных 20 октября 1902 года испытаниях крейсер смог развить максимальную скорость в 16 узлов, чего не удавалось со времени первых сдаточных испытаний. Также во время ремонта малокалиберная артиллерия крейсера была заменена на два 75-мм и 18 47-мм орудий. 120-мм орудия перераспределены между палубами: на батарейной палубе оставлено по три орудия на борт, по два орудия на борт перенесли уровнем выше.
В 1903 году крейсер «Хасидатэ», вместе с «Мацусима» и «Ицукусима», в составе 4-го учебного отряда, совершил шестимесячный учебный поход.

### Русско-японская война
Перед началом русско-японской войны крейсер «Хасидатэ» вошёл в состав 5-го боевого отряда 3-й эскадры Соединённого флота. С 6 февраля 1904 года крейсер в составе своего отряда приступил к сторожевой службе в Корейском проливе, базируясь в порту Такесики на острове Цусима.
1 мая крейсер в составе отряда задействовался для конвоирования транспортов, перевозящих 2-ю японскую армию. С 5 мая по 13 мая крейсер прикрывал высадку войск 1-го отряда 2-й армии, а его шлюпки перевозили солдат с транспортов на берег до 31 мая. После высадки десанта крейсер, в составе всей 3-й эскадры Соединённого флота задействовался в блокаде Порт-Артура.
23 июня «Хасидатэ» в составе отряда участвовал в безрезультатной встрече Соединённого флота с кораблями русской эскадры, вышедшей из Порт-Артура.
9 июля, при выходе броненосца «Победа», крейсеров, канонерских лодок и миноносцев русской эскадры для обстрела японских позиций в бухте Лунвантан, «Хасидатэ» и «Ицукусима» в составе отряда участвовал в перестрелке с крейсером «Баян». Попаданий с обеих сторон не было.
10 августа «Хасидатэ», находившийся в дозоре, обнаружил выход русской эскадры из Порт-Артура и доложил командующему Соединённым флотом адмиралу Хэйхатиро Того о направлении движения русских кораблей. Затем, флагом младшего флагмана 3-й эскадры контр-адмирала Ямады Хикохати, возглавившего 5-й боевой отряд, принял участие в бою в Жёлтом море. В первой фазе боя «Хасидатэ», «Мацусима» и «Чин-Иен» вели наблюдение за русскими кораблями, находясь слева от них на дистанции, превышающей дальность стрельбы. Во второй фазе боя, уже после того как корабли русской эскадры начали отходить в Порт-Артур 5-й боевому отряду удалось приблизится к противнику и в 19:10 «Хасидатэ» открыл огонь правым бортом. Однако уже в 19:54, из-за увеличения расстояния стрельбу пришлось прекратить. Попаданий в «Хасидатэ» в ходе боя не было. После боя к исходу дня отряд вел наблюдение за русскими кораблями, возвращавшимися в Порт-Артур. Затем, вплоть до падения Порт-Артура, крейсер «Хасидатэ» принимал участие в блокаде крепости.
10 декабря крейсера «Хасидатэ» и «Ицукусима» оказали помощь подорвавшемуся на мине крейсеру «Акаси» и 12 декабря отконвоировали его в Дальний.
27 мая 1905 года в Цусимском сражении «Хасидатэ» действовал в составе 5-го боевого отряда, под флагом контр-адмирала К. Такетоми . После обнаружения вспомогательными крейсерами русской эскадры, выйдя со стоянки в заливе Одзаки на острове Цусима, отряд обнаружил противника около 08:00 и начал вести наблюдение. После начала боя главных сил 5-й отряд получил приказ атаковать арьергард русских сил, но из-за дымки потерял контакт и смог начать бой с русскими крейсерами только около 16:30-16:40. Крейсер «Хасидатэ» открыл огонь по крейсеру «Олег» в 16:55 минут с дистанции около 7000 метров.
Около 17:30 5-й боевой отряд прекратил огонь, повернув в направлении своих главных сил. Около 18:30, следуя на северо-запад, в направлении главных сил, продолжавших бой с русской эскадрой, корабли 5-го отряда обнаружили не имеющие хода и горящие эскадренный броненосец «Суворов» и плавучую мастерскую (транспорт) «Камчатка». В 18:48 с дистанции около 4000 метров по «Суворову» и «Камчатке» был открыт огонь. Около 19:00 «Камчатка» затонула, после чего адмирал Катаока отдал приказ атаковать «Суворов» подошедшему 11-му отряду миноносцев. В 19:25 эскадренный броненосец «Суворов» затонул в 13 милях северо-восточнее острова Окиносима, после этого 5-й отряд прекратил бой и направился на север для соединения с главными силами. В ходе боя в крейсер «Хасидатэ» попало два снаряда, ранившие одного гардемарина и шесть матросов. 28 мая около 05:20 5-й отряд обнаружил шедший в направлении Владивостока отряд контр-адмирала Небогатова, немедленно доложив об этом своему командующему.

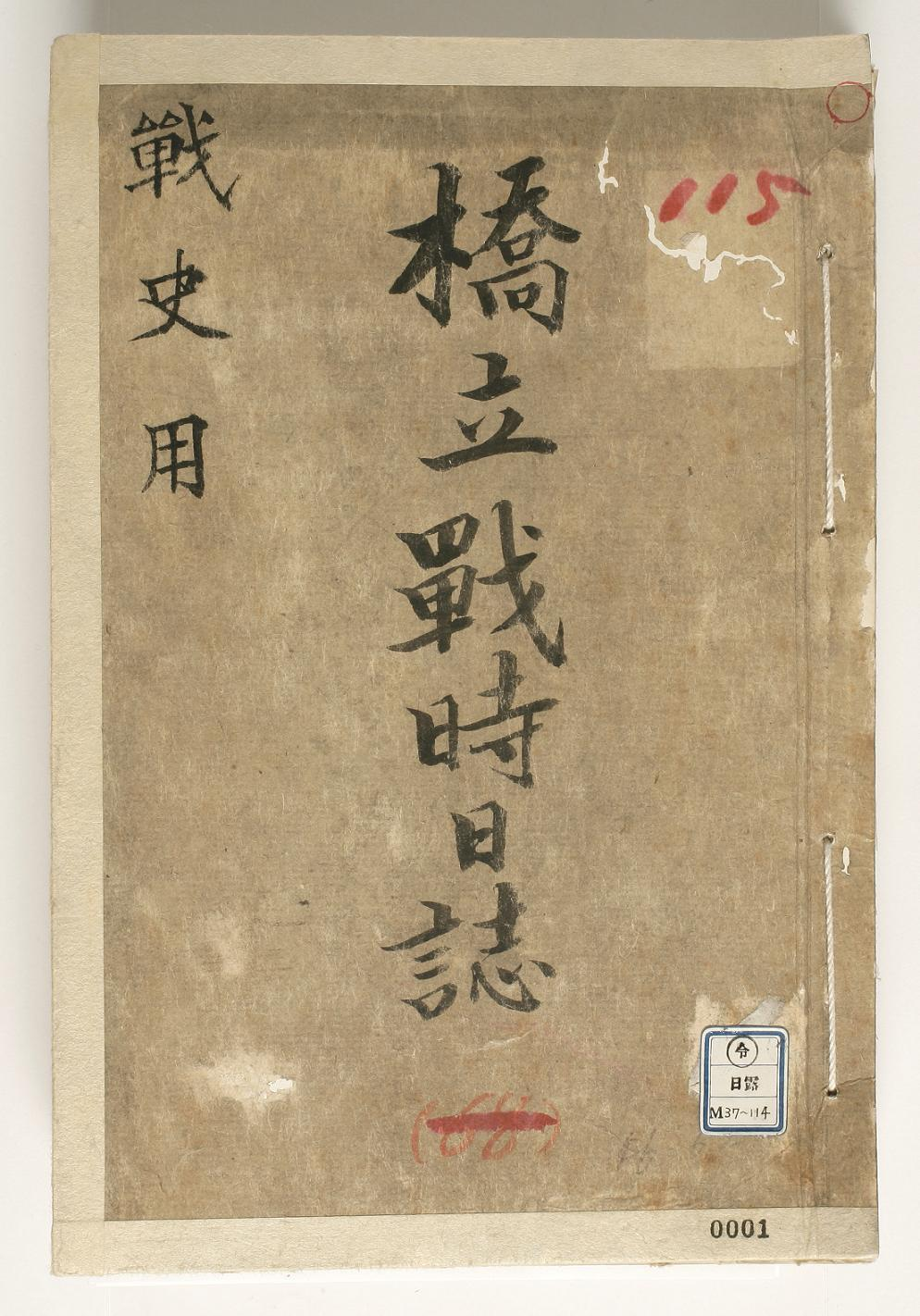
Обложка корабельного журнала «Хасидатэ» за июнь 1905 года

После Цусимского сражения, 30 мая, пополнив запасы, крейсер «Хасидатэ» в составе отряда продолжил дозорную службу в Корейском проливе.
С 12 июня по 15 июня «Хасидатэ» обследовал острова Лианкур, высадив на них пять человек для устройства наблюдательного пункта.
14 июня все крейсера типа «Мацусима» вошли в сформированный 8-й боевой отряд 4-й эскадры, а с 19 июня отряд был передан в состав северной эскадры, предназначенной для захвата острова Сахалин.
4 июля «Хасидатэ» с отрядом вышел из Оминато в составе конвоя первого десантного эшелона 13-й пехотной дивизии Харагути в направлении Сахалина.

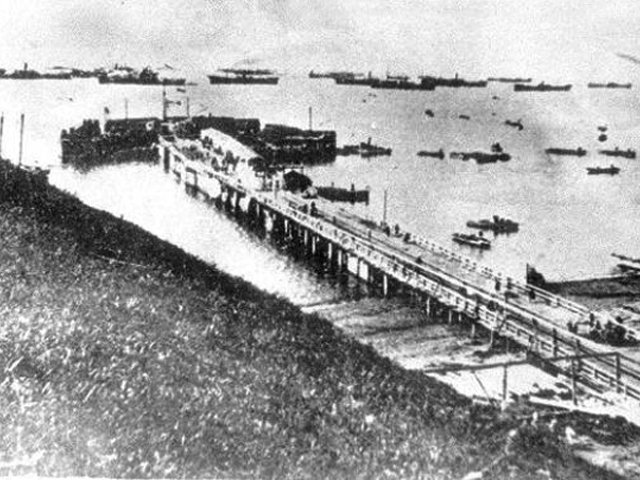
Высадка японских войск в Александровске

Утром 7 июля объединённый десант с 6, 7, 8 и 9-го боевых отрядов, под командованием старшего офицера «Хасидатэ» капитана 2-го ранга Митида, захватил плацдарм у деревни Мерея, после чего была начата высадка подразделении сухопутных войск.
23 июля «Хасидатэ» и 9-й отряд миноносцев произвели разведку и демонстрацию в
заливе Де Кастри (залив Чихачёва) на западном берегу Татарского пролива, при этом миноносцы вошли в залив и обстреляли берег.
24 июля в районе севернее Арковской долины сводный десант 7, 8 и 9-го боевых отрядов под командованием старшего офицера «Хасидатэ» капитана 2-го ранга Митида захватил плацдарм, обеспечив высадку подразделений сухопутных войск в Аркова и Александровске.
31 августа «Мацусима», под флагом вице-адмирала Дэва Сигэто, «Хасидатэ» и «Окиносима» прибыли из Корсаковска в Александровск.
5 сентября военные действия были прекращены и уже 10 сентября «Хасидатэ» под флагом контр-адмирала Такэтома Куниканэ убыл в Йокосука для ремонта.
20 октября «Хасидатэ» прибыл в Иокогама для участия в Императорском смотре флота, состоявшемся 23 октября 1905 года.

### Завершение службы

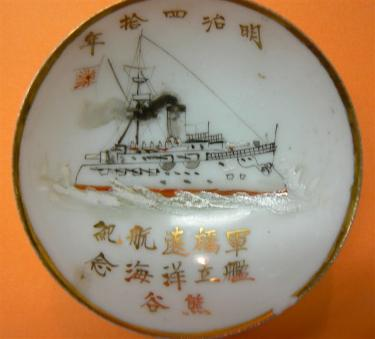
Памятная чашка крейсера «Хасидатэ» за дальний поход. 1907 год

После окончания русско-японской войны c 1906 года крейсер «Хасидатэ» вновь стал использоваться в качестве учебного корабля, совершив в 1906 и 1907 годах заграничные плаванья с курсантами на борту к берегам Юго-Восточной Азии и Австралии. В 1908 году корабль совершил очередной заграничный поход, посетив Гонконг (Сянаган), остров Пенанг (Пинанг), Цейлон (Шри-Ланка), Джакарту, Манилу и Тайвань.
К 1909 году вооружение корабля состояло из одного 320-мм, шести 120-мм, шести 76-мм орудий и двух пулемётов. 76-мм пушки были установлены вместо 47-мм орудий, не достаточно эффективных для отражения атак миноносцев новых типов.
28 августа 1912 года «Хасидатэ» был переклассифицирован в корабль береговой обороны 2-го класса. 1 апреля 1922 года бывший крейсер исключили из списков флота, а в 1927 году разобрали на металлолом в Йокосуке.

## Командиры корабля
- капитан 1-го ранга Хидака Сонодзё (Hidaka, Sonojo) — командовал кораблем с 23 июня 1894 года по 18 мая 1895 года[26].
- капитан 1-го ранга Такэхито Арисугава (Arisugawa Takehito) — командовал кораблем с 18 мая 1895 года по 25 июля 1895 года[27].
- капитан 1-го ранга Арима Синъити (Arima, Shinichi) — командовал кораблем с 25 июля 1895 года по 27 декабря 1895 года[26].
- капитан 1-го ранга Катаока, Ситиро (Kataoka, Shichiro) — командовал кораблем с 27 декабря 1895 года по 5 ноября 1896 год[28].
- капитан 1-го ранга Камимура Сонодзё (Kamimura, Shonojo) — командовал кораблем с 1 июня 1897 года по 1 сентября 1898 года[28].
- капитан 1-го ранга Огура Бёитиро (Ogura, Byoichiro) — командовал кораблем с 1 сентября 1898 года по 1 мая 1899 года[29].
- капитан 1-го ранга Сакураи Кикунодзо (Sakurai, Kikunozo) — командовал кораблем с 1 мая 1899 года по 20 мая 1899 года[28].
- капитан 1-го ранга Насиба Токиоки (Nashiba, Tokioki) — командовал кораблем с 24 мая 1899 года по 20 мая 1900 года[27].
- капитан 1-го ранга Мияока Наоки (Miyaoka, Naoki) — командовал кораблем с 6 ноября 1900 года по 30 августа 1901 года[30].
- капитан 1-го ранга Идэ Ринроку (Ide, Rinroku) — командовал кораблем с 6 октября 1902 года по 11 сентября 1903 года[31].
- капитан 1-го ранга Като Садакити (Kato, Sadakichi) — командовал кораблем с 10 октября 1903 года по 7 января 1905 года[32][33].
- капитан 1-го ранга Фукуи Масаёси (Fukui, Masayoshi) — командовал кораблем с 7 января 1905 года по 21 ноября 1905 года[34].
- капитан 1-го ранга Исибаси Хадзимэ (Ishibashi, Hajime) — командовал кораблем с 21 ноября 1905 года по 30 августа 1906 года[32].
- капитан 1-го ранга Ямагата Бунзо (Yamagata, Bunzo) — командовал кораблем с 30 августа 1906 года по 5 августа 1907 года[35].
- капитан 1-го ранга Нисияма Санэтика (Nishiyama, Sanechika) — командовал кораблем с 5 августа 1907 года по 28 августа 1908 года[31].
- капитан 1-го ранга Ямагити Кудзиро (Yamaguchi, Kujuro) — командовал кораблем с 25 сентября 1908 года по 10 декабря 1908 года[36].
- капитан 1-го ранга Акияма Санэюки (Akiyama, Saneyuki) — командовал кораблем с 1 декабря 1909 года по 9 апреля 1910 года[37].
- капитан 1-го ранга Фунакоси Кадзисиро (Funakoshi, Kajishiro) — командовал кораблем с 1 декабря 1910 года по 1 декабря 1911 года[38].
- капитан 1-го ранга Ниномэ Мицудзо (Nunome, Mitsuzo) — командовал кораблем с 1 декабря 1911 года по 1 декабря 1912 года[39].
- капитан 1-го ранга Ёсиока Хансаку (Yoshioka, Hansaku) — командовал кораблем с 1 декабря 1912 года по 23 августа 1914 года[40].
- капитан 1-го ранга Масаки Ёситомо (Masaki, Yoshimoto) — командовал кораблем с 1 декабря 1914 года по 22 апреля 1915 года[41].
- капитан 2-го ранга Инуцука Сукэдзиро (Inutsuka, Sukejiro) — исполнял обязанности командира корабля с 22 апреля 1915 года по 13 сентября 1915 года[41].
- капитан 2-го ранга/капитан 1-го ранга (с 1 апреля 1916 года) Оиси Сёкити (Oishi, Shokichi)— исполнял обязанности командира корабля с 13 сентября 1915 года по 1 апреля 1916 года, командир корабля — с 1 апреля по 4 апреля 1916 года[42][43].
- капитан 1-го ранга Окада Мицуёси (Okada, Mitsuyoshi) — командовал кораблем с 4 апреля 1916 года по 1 декабря 1918 года[38].
- капитан 1-го ранга Мураками Синкити (Murakami, Shinkichi) — командовал кораблем с 1 декабря 1918 года по 20 ноября 1919 года[40].
- капитан 1-го ранга Масуда Коити (Masuda, Koichi) — командовал кораблем с 20 ноября 1919 года по 12 ноября 1920 года[44].

## Модели крейсера «Хасидатэ»
В масштабе 1:700 пластиковая модель-копия крейсера «Хасидатэ» производятся японской фирмой Seals Models.
Для любителей настольных военных игр литая из эпоксидной смолы фигурка крейсера «Хасидатэ» производится фирмой из США Panzerschiffe в масштабе 1:2400.

## Галерея

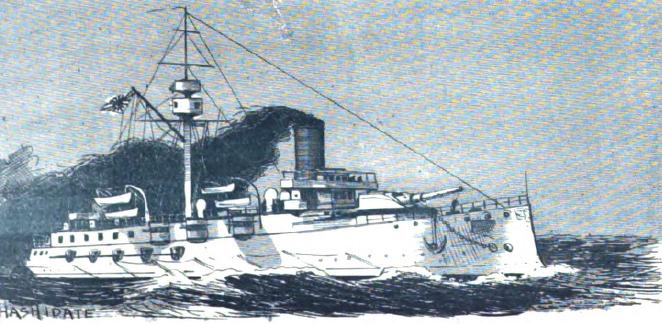
Рисунок крейсера «Хасидатэ» из справочника T.Jane All the world’s Fighting Ships. London — 1900
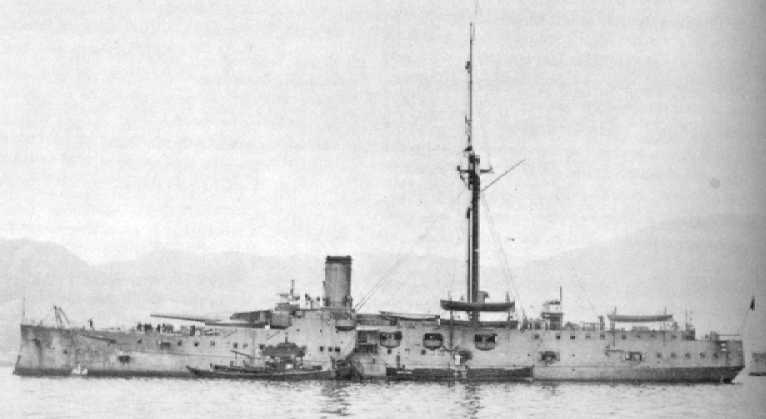
Крейсер «Хасидатэ» в 1908 году в Куре
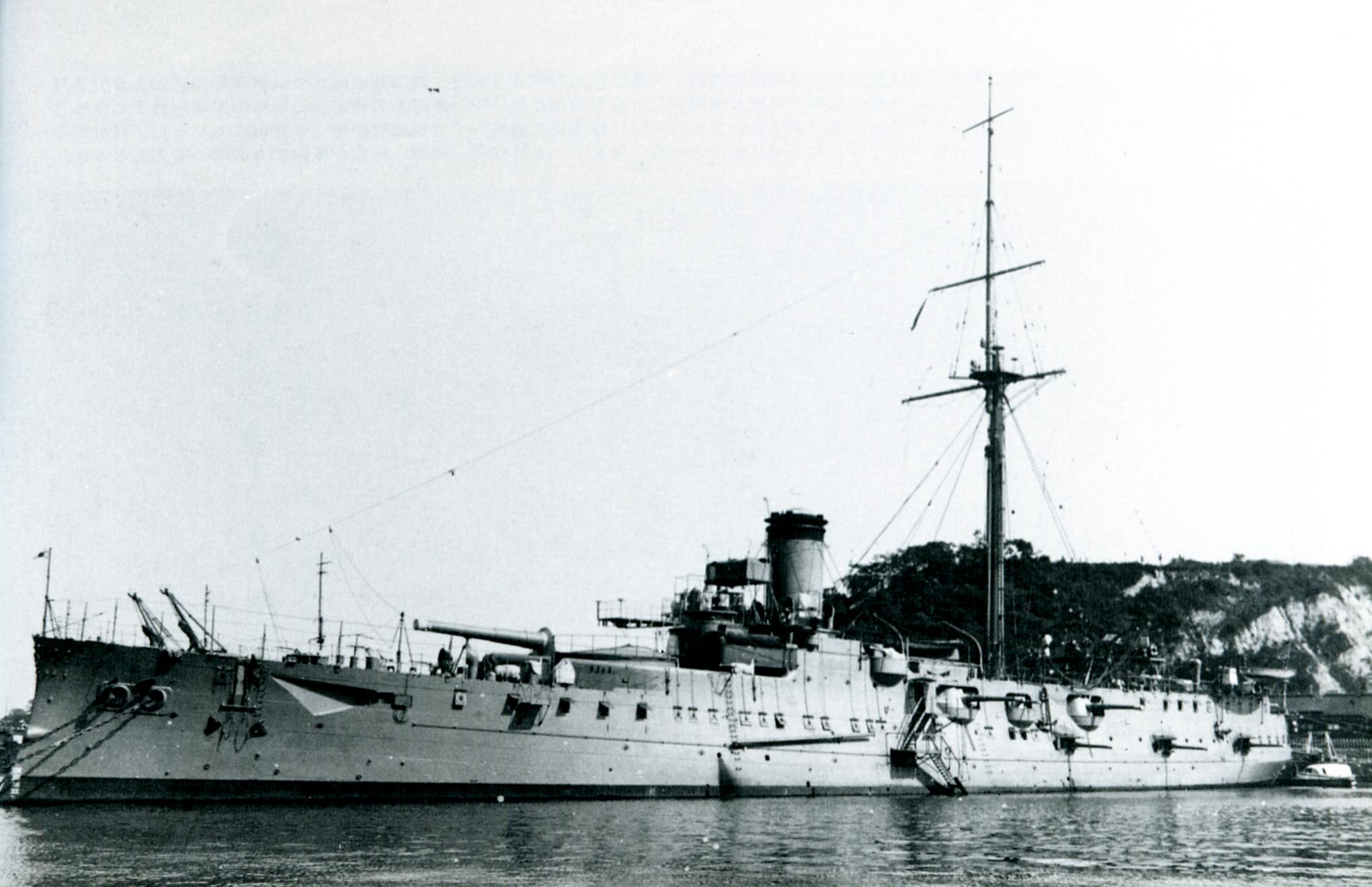
Крейсер «Хасидатэ» в 1916 году в Йокосука